# Шарон Кейн
Шарон Луиз Кейн (англ. Sharon Louise Cain; род. 24 февраля 1956, Кливленд, Огайо), более известная как Шарон Кейн (Sharon Kane) — бывшая американская бондаж-модель и порноактриса. Появилась во многих журналах для взрослых и порнофильмах, как в роли домины, так и подчиненной. Лауреатка премий AVN Awards и XRCO Award, член залов славы AVN и XRCO.

## Биография
Родилась 24 февраля 1956 года в штате Огайо. Выросла в сельской местности вместе с матерью, бабушкой и дедушкой. Некоторое время работала секретарём Армии спасения, а затем в середине 1970-х годов начала карьеру в индустрии развлечений для взрослых в качестве экзотической танцовщицы в театре The Screening Room в Сан-Франциско. Дебютным фильмом стал Pretty Peaches Алекса де Ренци, где Кейн сыграла одну из ролей второго плана. Затем в течение нескольких десятилетий снималась во множестве порнофильмов самых различных жанров и направлений — она появлялась в видео гомосексуальной, гетеросексуальной, бондаж и даже транссексуальной тематики, а также в 8-миллиметровых «петлях» и видео.
Она снималась под множеством имён: Miss Sharon Kane, Sharron Kane, Elizabeth Loy, Shirley McGuire, Karen Kane, Sharon Kain, Sharon Caine, Alice Wray, Shirley Woods, Shirley Wood, Sharon Cane, Sharon Cain, Jennifer Walker, Jennifer Holmes, Sheri Vaughan, Sharon Maiberg.
Кроме съёмок в качестве актрисы, универсальная Шарон также работала над фильмами для взрослых в различных закадровых должностях, в том числе как режиссёр, сценарист, продюсер, сценограф, визажист, арт-директор, декоратор, ассистент режиссёра и даже композитор (она часто пела и играла на нескольких инструментах).
Режиссёрским дебютом Кейн стал фильм 1991 года «Лестница в рай» (англ. Stairway to Paradise), повествующий о регрессии женщины через сексуальный опыт её предыдущих жизней.
В 2010 году Кейн покинула порноиндустрию. После выхода на пенсию в качестве исполнителя в течение некоторого времени работала помощником продюсера для гей-сайта Suite 703 студии Naughty America.
Была введена в залы славы AVN и XRCO.

## Награды
AVN
- Зал славы AVN[6]
- 1990 «Лучшая актриса — видео» за Bodies in Heat — The Sequel[8]
- 1990 «Лучшая парная сцена — фильм» за Firestorm 3[8]

XRCO
- Зал славы XRCO[7]
- 1984 «Лучшая актриса второго плана» за Throat: 12 Years After[9][10]
- 1989 «Лучшая актриса» за Bodies in Heat — The Sequel[9]

## Избранная фильмография
- Talk Dirty to Me 1
- Talk Dirty to Me 5